# Csertölgy

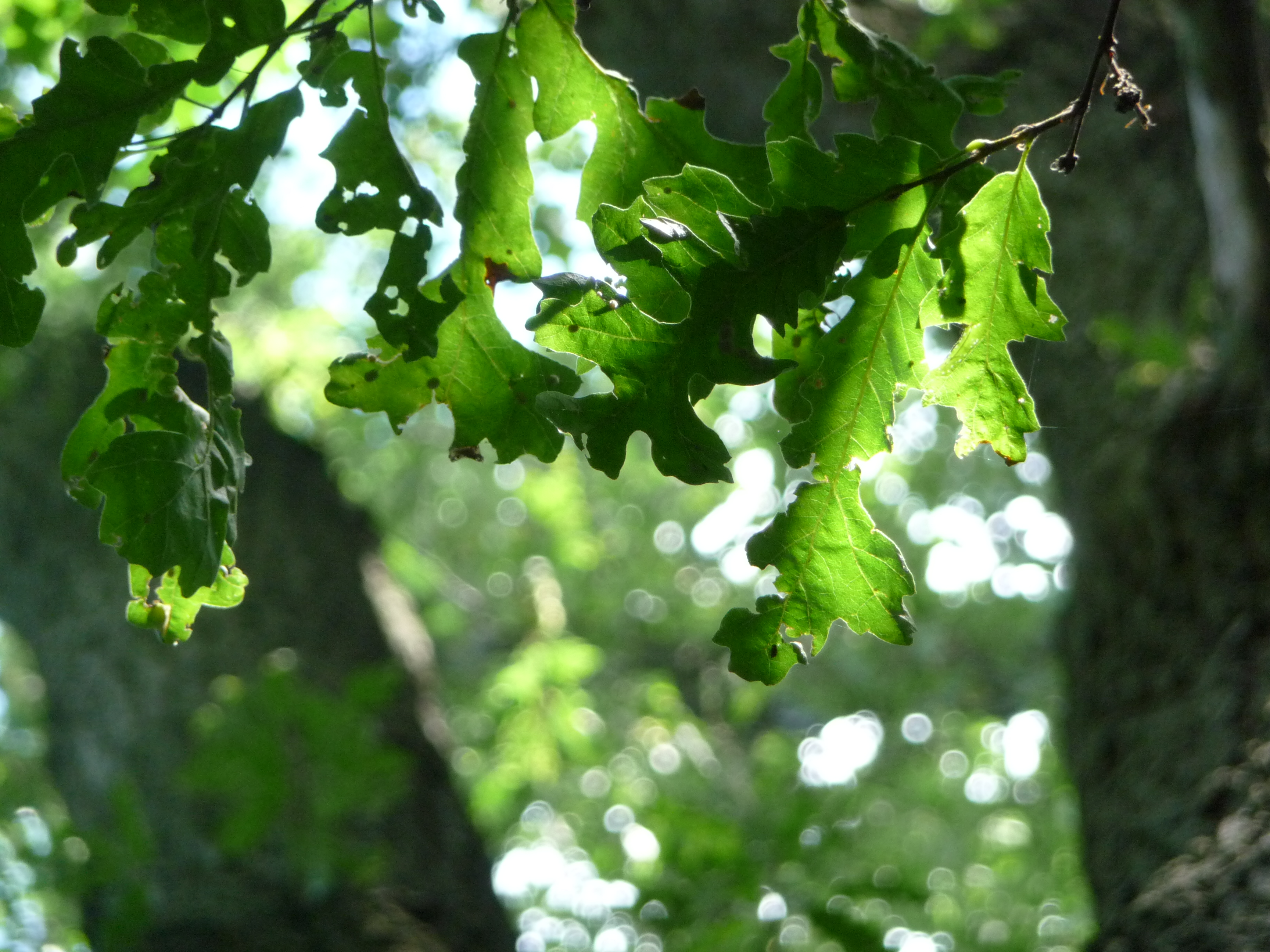
Cserfa levelei

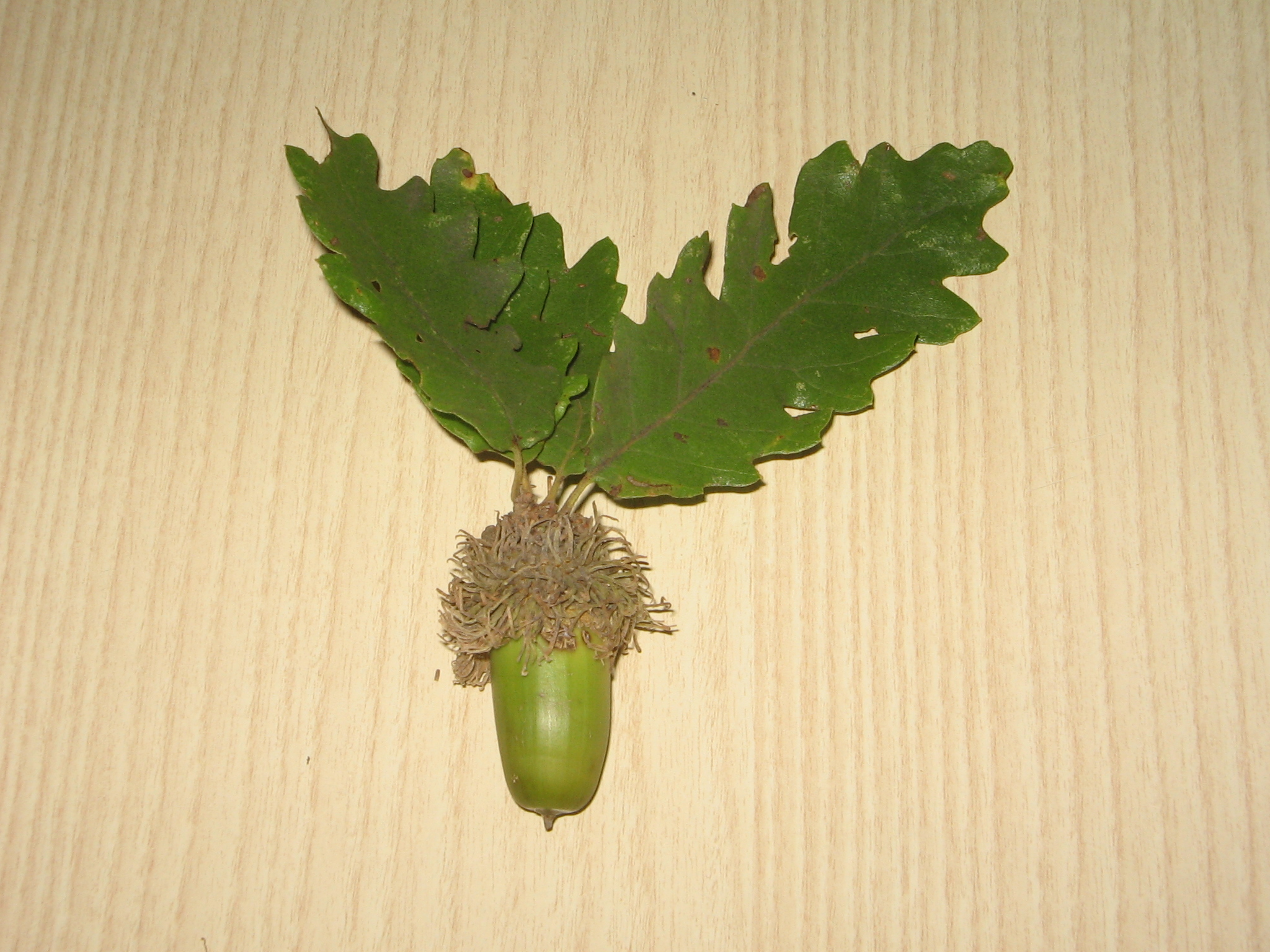
Cserfa levelei és makkja

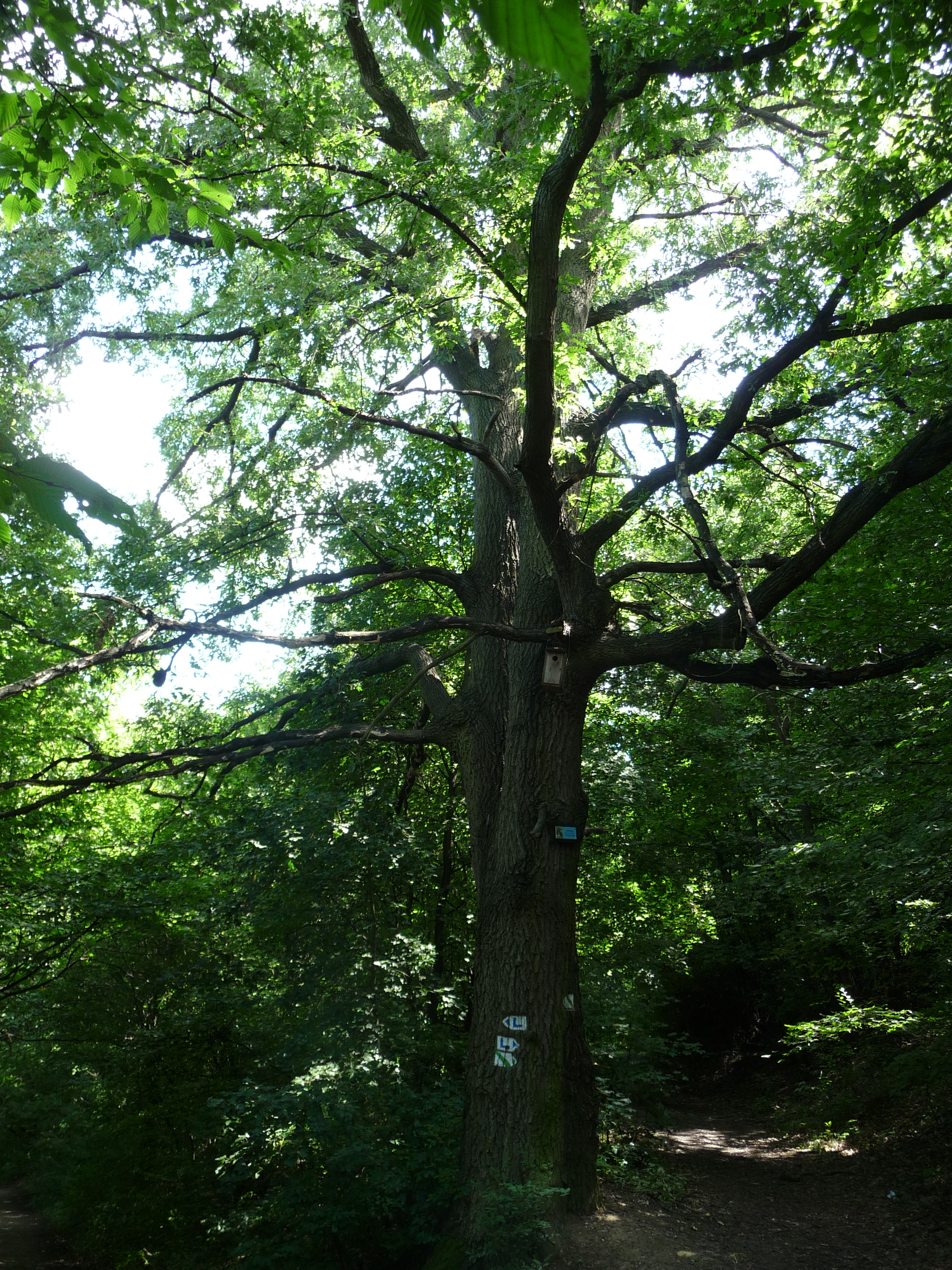
Erdőben növő csertölgy

A csertölgy (cserfa, Quercus cerris) a bükkfavirágúak (Fagales) rendjébe, ezen belül a bükkfafélék (Fagaceae) családjába tartozó fa.

## Előfordulása, élőhelye
Az északi flórabirodalomban, ezen belül főleg a Mediterráneumban élő faj. Elterjedési területét két részre osztják a déli Alpok. A nagyobbik rész súlypontja a Balkán-félszigeten van; keleten Kis-Ázsia partvidékeiig, északon a Kárpát-medencéig terjed, és egy hosszú sávban behatol az Alpok hegyláncai közé. A kisebbik rész voltaképpen az Appennini-félsziget (a csizma sarka kivételével), délnyugat-Franciaország és Szicília északi csücske. Más források szerint elterjedési területe összefüggő és ennél jóval nagyobb: kiterjed teljes Anatóliára, teljes Szicíliára, Dél- és Közép-Franciaországon át pedig az Ibériai-félsziget északi kétharmadára is; északon eléri a Poprádi-medencét.
Az egyik leggyakoribb magyarországi fafaj: a Matricum, a Bakonyicum és a Praeilliricum flóravidéken, valamint az Arrabonicum flórajárás déli részén általános; a Praematricum flórajárásból gyakorlatilag hiányzik; az Alföld egyéb részein szórványosan fordul elő. E növényfaj előfordul a Bükk-vidéken.
A sík-és dombvidékek mészszegény talajain a kocsánytalan és a magyaltölggyel, a meszes-dolomitos, sziklás (főleg déli) hegy- és domboldalakon a molyhos tölggyel társul.

## Jellemzése
Koronája tömött. Kérge a mély bordák között vörösbarnán csíkos. Hajtásain, vesszőin megmaradnak a vékony, szálas levélalapi pálhák és pálhaképű rügypikkelyek. Fényes levelei a háromszögletű karéjoktól fűrészes élűek. Porzós barkái narancssárgák, a levelek hónaljában ülő termős virágainak külseje jelentéktelen. 
Nagy kupacsú, hosszú kupacspikkelyektől borzas, 2–4 cm hosszú, fényes makkjai két év alatt érnek be.
Fő tápnövénye a nagy szarvasbogár (Lucanus cervus) lárvájának, amely a fa gyökerei közt él, és azokkal táplálkozik akár 5 éven keresztül is.

## Életmódja
Melegkedvelő, szárazságtűrő, fényigényes, de a szélsőséges időjárási viszonyokat is elviseli. Hosszú életű, de viszonylag gyorsan gyarapodó fa; a hazai tölgyek közül ez a faj nő a leggyorsabban. 80–90 éves korában vágásérett.

## Felhasználása
Bőségesen terem; valaha a rideg sertéstartás nagy őszi makkforrása volt.
Fája a többi tölgyénél valamivel kevesebb csersavat tartalmaz. Nem tartós, széles szíjácsú fája szabad téren hamar korhad. Ezért az erdészek nem sorolják az ún. „nemes” tölgyek közé. Ipari felhasználását akadályozhatja az is, hogy hidegben a törzse gyakran megrepedezik. Mivel gyakran és sokat terem, tőről jól sarjad, igen jelentős területeket foglal el a nemes tölgyek és a bükk kárára, ezért a 20. században az erdészek törekedtek visszaszorítására.
Felhasználhatósága a különféle tartósító eljárásokkal egyre bővül. Az egyik legjobb tűzifa.

## Alfajai, változatai
- Q. cerris cerris (törzsváltozat)
- Q. cerris tournefortii